# Mount Lyell-grottensalamander
De Mount Lyell-grottensalamander (Hydromantes platycephalus) is een amfibie uit de familie Plethodontidae (longloze salamanders).

## Kenmerken
Het dier heeft een rolrond lichaam met een brede kop. De paddenstoelvormige tong is ruim half zo lang als het lichaam, dat 7 tot 11 cm lang is. Ze hebben relatief grote poten met vliezen tussen de tenen.

## Leefwijze
Het voedsel van deze nachtactieve dieren bestaat voornamelijk uit insecten, spinnen en andere ongewervelden, die ze met hun lange, uitsteekbare tong vangen. Als ze bedreigd worden, scheiden ze een giftige afscheiding af en rollen ze zich op tot een bal. Het zijn tevens goede klimmers, die zelfs tegen verticale rotswanden oprennen. In de winter en bij droogte kruipen ze weg in een rotsspleet of in de grond.

## Voortplanting
Mannetjes ontwikkelen in de paartijd een hormoonproducerende kinklier, die bedoeld is om vrouwtjes te stimuleren tot paring.

## Verspreiding en leefgebied
Deze soort komt voor in de westelijke Verenigde Staten in de hogere delen van de Californische Sierra Nevada in rotsachtige terreinen.